# Destined to Win: The Classic Rock Collection
Destined to Win: The Classic Rock Collection é a segunda coletânea da banda DeGarmo and Key, lançada em 1992.
As canções "Color Me Gone" e "I'll Come Out Fighting For You" não constam nos álbuns antigos da banda pois são faixas exclusivas desta coletânea.

## Faixas
1. "Color Me Gone"
2. "Boycott Hell"
3. "Rock Solid"
4. "Every Moment"
5. "Addey"
6. "I'm Accepted"
7. "Six, Six, Six"
8. "I'll Come Out Fighting For You"
9. "Destined To Win"
10. "Ready Or Not"
11. "Long Distance Runner"
12. "Hand In Hand"
13. "Casual Christian"
14. "Let The Whole World Sing"